# Amable Gabrielle de Noailles
 Amable-Gabrielle de Noailles, duchesse de Villars (1706-1771), est une dame du palais de la reine Marie Leszczynska de 1727 à 1742, sa dame d'atours de 1742 à 1768, et celle de Marie-Antoinette d'Autriche de 1770 à 1771.  

## Biographie
Fille d'Adrien Maurice de Noailles, duc de Noailles, et de Françoise Charlotte d'Aubigné, elle épouse en 1721 Honoré-Armand de Villars, 2e duc de Villars (1702-1770). Elle n'a pas d'enfant avec son mari, qui est homosexuel, mais elle a une fille, Amable-Angélique (1723-1771), avec Jean Philippe d'Orléans, fils naturel de Philippe d'Orléans et de Marie-Louise Le Bel de La Boissière, comtesse d'Argenton. Sa fille épouse le 4 février 1744 Guy-Félix Pignatelli (1720-1753) comte d'Egmont, prince de Gavre, duc de Bisaccia et grand d'Espagne, veuve, elle prend le voile au couvent du Calvaire à Paris le 18 juin 1754 et fit profession le 20 juin 1755.
Elle devient dame de compagnie de la reine en 1727. En 1742, la souveraine persuade André Hercule de Fleury de nommer la duchesse de Villars dame d'atours, en remplacement de Françoise de Mailly, pour éviter que la fonction ne soit attribuée à la favorite Marie-Anne de Mailly-Nesle, qui récupéra tout de même le poste de dame d'honneur laissé vacant par Amable-Gabrielle.
En 1768, les membres de la maison de la défunte reine furent autorisés à conserver leurs offices et à être transférés dans la suite de Marie-Antoinette à son arrivée en France en 1770. Cependant, elle était alors devenue trop vieille pour accomplir ses fonctions, et durant son office, les finances de la Dauphine s'écroulèrent.

## Sources
- Edmond et Jules de Goncourt: La duchesse de Châteauroux et ses sœurs, Paris, 1906
- Nadine Akkerman & Birgit Houben: The Politics of Female Households: Ladies-in-waiting across Early Modern Europe
- Caroline Weber, Queen of Fashion: What Marie Antoinette Wore to the Revolution
- L.C. Smythe, The Guardian of Marie Antoinette
- Helen A. Younghusband, Marie-Antoinette, Her Early Youth (1770-1774), Macmillan, 1912